# Zbazsdi
Zbazsdi (macedónul: Збажди) település Észak-Macedóniában, a Délnyugati körzetben, Sztruga községben.

## Népesség
| Lakosok száma | 463  | 505  | 449  | 92   | 41   | 16   | 15   | 10   |
|               | 1948 | 1953 | 1961 | 1971 | 1981 | 1991 | 1994 | 2002 |

2002-ben 10 lakosa volt, akik mindannyian macedónok.